# Andrzej Dłużniewski
Andrzej Dłużniewski (ur. 3 sierpnia 1939 r. w Poznaniu, zm. 16 grudnia 2012 w Warszawie) – polski malarz, rysownik, grafik, fotograf, performer. Tworzył również formy literackie, zarówno beletrystykę jak i poezję konkretną.

## Życiorys
W latach 1962–1968 studiował na Wydziale Rzeźby ASP w Warszawie. W 1968 roku obronił dyplom w pracowniach Mariana Wnuka i Oskara Hansena. Od 1970 roku wykładał na macierzystej uczelni. W latach 1980–1991 wraz z żoną, Emilią Małgorzatą Dłużniewską, organizował wystawy, odczyty i spotkania artystów z Polski oraz z zagranicy, w tym prezentacje grupy Fluxus w mieszkaniu prywatnym przy ul. Piwnej w Warszawie. W 1991 r. otrzymał tytuł profesora zwyczajnego. W 1997 r. uległ wypadkowi samochodowemu, w wyniku którego stracił wzrok. Od 1998 r. wykonawcami jego obrazów są żona Emilia Małgorzata Dłużniewska (przy pomocy dawnego studenta Macieja Sawickiego) oraz syn Kajetan (od 2008 r.).
W 2003 roku otrzymał Nagrodę im. Katarzyny Kobro, a w 2006 roku Nagrodę im. Jana Cybisa.
W 1991 roku wydał książkę pt. T. – literackie dzieło autorskie odsłaniające artystyczne związki między sztuką wizualną, poezją i refleksją nad prostymi, a ważnymi pojęciami. W 2000 roku opublikował zbiór powiastek filozoficznych pt. Odlot.
Jego prace znajdują się w zbiorach Muzeum Narodowego w Warszawie, Muzeum Narodowego we Wrocławiu, Muzeum Narodowego w Poznaniu, Muzeum Sztuki w Łodzi, CSW Zamek Ujazdowski w Warszawie, MOCAK Kraków, CSW Elektrownia w Radomiu, Muzeum Okręgowe im. Leona Wyczółkowskiego w Bydgoszczy, Muzeum w Chełmie, Biblioteki Narodowej w Warszawie, Zachęty w Warszawie i w wielu kolekcjach za granicą.
Po śmierci artysty jego niezrealizowane projekty obrazów nadal wykonują żona Emilia i syn Kajetan.
Pracownia Emilii i Andrzeja Dłużniewskich mieści się w kamienicy przy ul. Freta 51/53 lok. 7.

## Wystawy
Wybrane wystawy indywidualne
- 1972 – Skok, Galeria Adres, Łódź
- 1973 – Zewnętrzność, Galeria Repassage, Warszawa
- 1973 – DO.DO.DO, Galeria Repassage, Warszawa
- 1976 – 55 ikonogramów, Galeria Akumulatory, Poznań
- 1976 – Zdania o ludziach, liczbach i przestrzeni, Galeria Pi, Kraków
- 1977 – Obraz wobec obrazu, Galeria Foksal, Warszawa
- 1978 – Jedna fotografia, Galeria Akumulatory, Poznań
- 1979 – Proceder, Galeria Akumulatory, Poznań
- 1979 – Obraz nieobecnego obrazu. Jednorazowe ujawnienie. Zapis fotograficzny, dom przy ulicy Foksal 13 m 1, Warszawa
- 1980 – Podwójny różowy pieprz, Galeria Akumulatory, Poznań
- 1980 – Obraz, replika, kopia, Galeria X, Wrocław
- 1981 – Andrzej Dłużniewski, Pracownia Dziekanka, Warszawa
- 1981 – 22 obrazy figuralne, Galeria Piwna 20/26, Warszawa
- 1982 – Teatr nieobecności, (razem z Emilią M. Dłużniewską), Galeria Piwna 20/26, Warszawa
- 1982 – Literatura piękna, Galeria Piwna 20/26, Warszawa
- 1985 – Rodzaj i cień, Galeria Piwna 20/26, Warszawa
- 1987 – Das Buch doch doch, Moltkerei Werkstatt, Kolonia
- 1988 – Łąka i śmierć, BWA, Lublin
- 1991 – Słowa i rzeczy 1965–1991, CSW Zamek Ujazdowski, Warszawa
- 1991 – Rodzaj i śmierć, Galeria Stara, Lublin
- 1995 – O słowach i rzeczach, Galeria Moje Archiwum, Koszalin
- 2000 – Andrzej Dłużniewski 98,99, CSW Zamek Ujazdowski, Warszawa
- 2000 – Wenus Kozienicka, Centrum Rzeźby Polskiej, Orońsko
- 2005 – Andrzej Dłużniewski, Galeria Kordegarda, Warszawa
- 2005 – Z pamięci (współpraca i realizacja obrazów: Emilia M. Dłużniewska), CSW Zamek Ujazdowski, Warszawa
- 2000 – Wenus Kozienicka, Centrum Rzeźby Polskiej, Orońsko
- 2005 – Spacer z Andrzejem Dłużniewskim w stronę sztuki, Muzeum Sztuki, Łódź
- 2007 – Andrzej Dłużniewski – Obrazy niewidzialne, Dom Artysty Plastyka, Warszawa (realizacja obrazów: Emilia M. Dłużniewska i Kajetan Dłużniewski)
- 2008 – Andrzej Dłużniewski, Akademie Schloss Solitude, Stuttgart (realizacja obrazów: Kajetan Dłużniewski)
- 2009 – Szachy (z Kajetanem Dłużniewskim), Galeria XX1, Warszawa
- 2010 – Przed/po, Art New Media, Warszawa
- 2011 – Burleski, Muzeum Anny i Jarosława Iwaszkiewiczów, Stawisko
- 2015 – Idąc (z Kajetanem Dłużniewskim), Galeria XX1, Warszawa

Wybrane wystawy zbiorowe
- 1994 – Piwna 20 Emilii i Andrzeja Dłużniewskich, Galeria 3A, Muzeum ASP Warszawa
- 2001 – Kolekcja, CSW Zamek Ujazdowski, Warszawa
- 2005 – Warszawa-Moskwa, Zachęta, Warszawa
- 2006 – Kolekcja Plus, Muzeum Narodowe, Wrocław (realizacja obrazów: Emilia M. Dłużniewska)
- 2010 – Kolekcja, Elektrownia, Radom
- 2012 – Kolekcja, MOCAK, Kraków